# Chhim Sithar

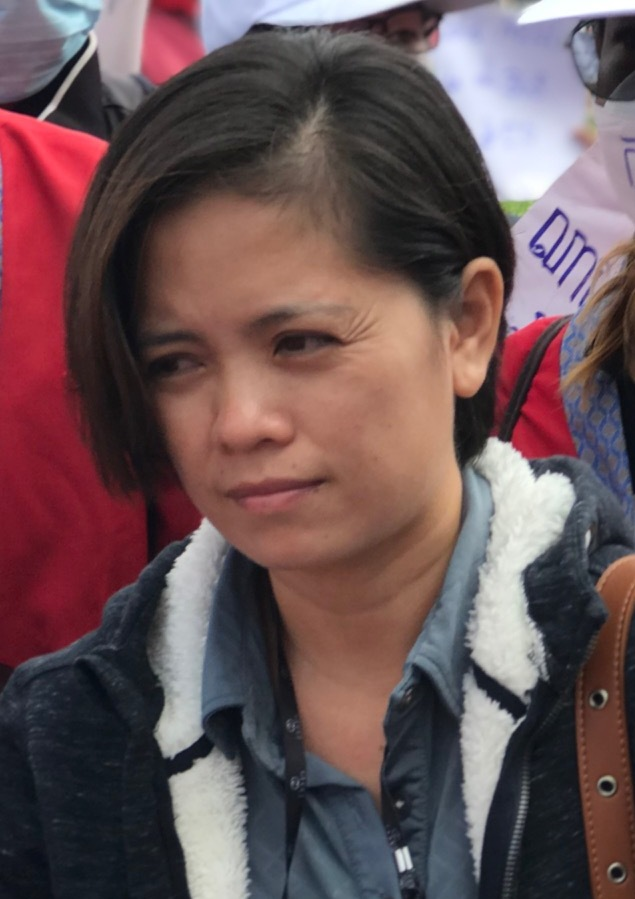
Chhim Sithar 2021

Chhim Sithar (* 25. Dezember 1987 in der Provinz Prey Veng) ist eine kambodschanische Gewerkschaftsführerin und Bürgerrechtlerin.

## Leben und Wirken
Sie absolvierte ein Universitätsstudium in Wirtschaftsinformatik und begann 2007 ihre Tätigkeit als Supervisorin bei NagaWorld, einem großen Casino- und Hotelkomplex in Phnom Penh.
Im Jahr 2009 begann Chhim Sithar, sich aktiv für die Rechte und besseren Arbeitsbedingungen der Beschäftigten bei NagaWorld einzusetzen. Insbesondere stritt sie für die Rechte von Frauen, die häufig unter schlechten Arbeitsbedingungen und sexueller Belästigung leiden. 2012 wurde sie zur Vizepräsidentin der internen Gewerkschaft Labor Rights Supported Union of Khmer Employees of NagaWorld (LRSU) gewählt und übernahm 2014 das Amt der Präsidentin. Unter ihrer Führung wuchs die Mitgliederzahl der Gewerkschaft von wenigen Personen auf mehrere Tausend an, überwiegend Frauen aus armen Verhältnissen.
Während der COVID-19-Pandemie entließ NagaWorld über 1000 Mitarbeiterinnen und Mitarbeiter, hauptsächlich Mitglieder der LRSU und Gewerkschaftsführerinnen und -führer. Die Gewerkschaft betrachtete diese Entlassungen als ungerechtfertigt und reagierte mit friedlichen Streiks und Protesten, welche die Polizei jedoch gewaltsam unterdrückte.
Im Januar 2022 wurde Chhim Sithar während eines Streiks verhaftet, nachdem sie bereits jahrelang Schikanen, Drohungen und Gewalt ausgesetzt gewesen war. Sie wurde zunächst auf Kaution freigelassen, jedoch wenige Monate später erneut inhaftiert. Im Mai 2023 verurteilte ein Gericht sie wegen Anstiftung zu einer zweijährigen Haftstrafe. Menschenrechtsorganisationen kritisierten das Urteil als ungerechtfertigt und sahen darin einen Angriff auf Gewerkschaften und Arbeitnehmerrechte.
Während ihrer Haft unterstützte Chhim Sithar ihre Mitgefangenen, ermutigte sie, ihre Lebensgeschichten zu teilen, und lehrte sie, Blumen aus Restmaterialien zu basteln, die sie verkaufen konnten, um Geld für notwendige Dinge zu sammeln.
Im April 2024 wurde ihr der Per-Anger-Preis verliehen, der internationale Preis der schwedischen Regierung für Menschenrechte und Demokratie, in Anerkennung ihrer unermüdlichen und engagierten Arbeit zur Förderung von Demokratie und Menschenrechten in Kambodscha. Aufgrund ihrer Inhaftierung konnte sie den Preis nicht persönlich entgegennehmen; stellvertretend nahmen ihn zwei ihrer Mitstreiterinnen, Sovathin Mam und Tharo Khun, entgegen.